# Šiljkovača
Šiljkovača is een plaats in de gemeente Cetingrad in de Kroatische provincie Karlovac. De plaats telt 71 inwoners (2001).